# Elena di Brunswick-Lüneburg
Elena di Brunswick-Lüneburg (18 marzo 1223 – 6 settembre 1273) fu una principessa del Brunswick-Lüneburg e per matrimonio divenne duchessa di Sassonia e langravia di Turingia.

## Biografia
Era figlia del duca Ottone I di Brunswick-Lüneburg e della consorte Matilde del Brandeburgo.
La politica militare intrapresa da suo padre, determinato a crearsi alleati contro le pretese espansionistiche dell'imperatore Federico II, rese la giovane Elena oggetto di trattative matrimoniali con il langraviato di Turingia, retto da Enrico Raspe, zio del legittimo erede al trono ancora minorenne Ermanno II. Le nozze avvennero nel 1239 e si mostrarono di breve durata: lo sposo morì due anni dopo. A causa della giovane età di entrambi gli sposi, dall'unione non nacquero eredi e la Turingia passò ad Enrico Raspe.
Elena, ancora giovane, tornò nella città natale e ad essere oggetto di trattative matrimoniali finalizzate a consolidare il patrimonio terriero che Ottone aveva nel frattempo accresciuto anche grazie alla morte di alcuni zii senza eredi diretti.
Nel 1247 venne quindi data in sposa al duca di Sassonia Alberto I, divenendone la terza moglie. Per Alberto ormai in tarda età, che non aveva ancora avuto eredi maschi legittimi, il matrimonio con la giovane sposa risultò assai vantaggioso: Elena infatti riuscì a dare alla luce quattro figli, di cui due maschi che sarebbero succeduti al padre:
- Elena (1247-12 giugno 1309), divenuta moglie di Enrico III di Breslavia e di Federico III di Norimberga;
- Elisabetta (1248-2 febbraio 1306, sposa di Corrado di Brehna;
- Giovanni (1249 – Wittenberg, 30 luglio 1285) duca di Sassonia-Lauenburg;
- Alberto (Wittenberg, 1250 – Aken, 25 agosto 1298) duca di Sassonia-Wittenberg;
- Matilde (?-?), sposa del conte Helmold II di Schwerin.

Nel 1260, rimasta vedova, Elena vide i suoi figli Giovanni ed Alberto divenire entrambi duchi: dividendo il ducato di loro padre divennero rispettivamente duca di Sassonia-Lauenburg e duca di Sassonia-Wittenberg.

## Ascendenza
|                                |                         |                          | Genitori                 |  |  | Nonni |  |  | Bisnonni        |  |  | Trisnonni           |  |
|                                |                         |                          |                          |  |  |       |  |  | Enrico il Leone |  |  | Enrico X di Baviera |  |
|                                |                         |                          |                          |  |  |       |  |  | Enrico il Leone |  |  | Enrico X di Baviera |  |
|                                |                         | Gertrude di Sassonia     |                          |  |  |       |  |  | Enrico il Leone |  |  |                     |  |
| Guglielmo di Winchester        |                         |                          |                          |  |  |       |  |  | Enrico il Leone |  |  |                     |  |
|                                |                         | Matilde d'Inghilterra    | Enrico II d'Inghilterra  |  |  |       |  |  |                 |  |  |                     |  |
|                                |                         | Matilde d'Inghilterra    | Enrico II d'Inghilterra  |  |  |       |  |  |                 |  |  |                     |  |
|                                |                         | Matilde d'Inghilterra    | Eleonora d'Aquitania     |  |  |       |  |  |                 |  |  |                     |  |
| Ottone I di Brunswick-Lüneburg |                         | Matilde d'Inghilterra    |                          |  |  |       |  |  |                 |  |  |                     |  |
|                                |                         | Valdemaro I di Danimarca | Canuto Lavard            |  |  |       |  |  |                 |  |  |                     |  |
|                                |                         | Valdemaro I di Danimarca | Canuto Lavard            |  |  |       |  |  |                 |  |  |                     |  |
|                                |                         | Valdemaro I di Danimarca | Ingeborg di Kiev         |  |  |       |  |  |                 |  |  |                     |  |
| Elena di Danimarca             |                         | Valdemaro I di Danimarca |                          |  |  |       |  |  |                 |  |  |                     |  |
|                                |                         | Sofia di Minsk           | Volodar Glebovič di Kiev |  |  |       |  |  |                 |  |  |                     |  |
|                                |                         | Sofia di Minsk           | Volodar Glebovič di Kiev |  |  |       |  |  |                 |  |  |                     |  |
|                                |                         | Sofia di Minsk           | Richenza di Polonia      |  |  |       |  |  |                 |  |  |                     |  |
| Elena di Brunswick-Lüneburg    |                         | Sofia di Minsk           |                          |  |  |       |  |  |                 |  |  |                     |  |
|                                | Ottone I di Brandeburgo | Alberto I di Brandeburgo |                          |  |  |       |  |  |                 |  |  |                     |  |
|                                | Ottone I di Brandeburgo | Alberto I di Brandeburgo |                          |  |  |       |  |  |                 |  |  |                     |  |
|                                | Ottone I di Brandeburgo | Sofia di Winzenburg      |                          |  |  |       |  |  |                 |  |  |                     |  |
| Alberto II di Brandeburgo      | Ottone I di Brandeburgo |                          |                          |  |  |       |  |  |                 |  |  |                     |  |
|                                |                         | Giuditta di Polonia      | Boleslao III di Polonia  |  |  |       |  |  |                 |  |  |                     |  |
|                                |                         | Giuditta di Polonia      | Boleslao III di Polonia  |  |  |       |  |  |                 |  |  |                     |  |
|                                |                         | Giuditta di Polonia      | Salomea di Berg          |  |  |       |  |  |                 |  |  |                     |  |
| Matilda del Brandeburgo        |                         | Giuditta di Polonia      |                          |  |  |       |  |  |                 |  |  |                     |  |
|                                |                         | Corrado II di Lusazia    | Dedi III di Lusazia      |  |  |       |  |  |                 |  |  |                     |  |
|                                |                         | Corrado II di Lusazia    | Dedi III di Lusazia      |  |  |       |  |  |                 |  |  |                     |  |
|                                |                         | Corrado II di Lusazia    | Matilde di Heinsberg     |  |  |       |  |  |                 |  |  |                     |  |
| Matilda di Lusazia             |                         | Corrado II di Lusazia    |                          |  |  |       |  |  |                 |  |  |                     |  |
|                                |                         | Elzbieta di Polonia      | Miecislao III di Polonia |  |  |       |  |  |                 |  |  |                     |  |
|                                |                         | Elzbieta di Polonia      | Miecislao III di Polonia |  |  |       |  |  |                 |  |  |                     |  |
|                                |                         | Elzbieta di Polonia      | …                        |  |  |       |  |  |                 |  |  |                     |  |
|                                |                         | Elzbieta di Polonia      |                          |  |  |       |  |  |                 |  |  |                     |  |